# 临成公主
临成公主（?—?），是中国南北朝陈后主陈叔宝第五女。

## 母
临成公主的母亲是谢昭仪，谢昭仪是长兴郡人。

## 生平
陈朝的时候，她被封为临成公主。陈朝灭亡后，临成公主嫁给了隋朝的秦王杨俊（隋文帝第三子），但不是正室，正室是崔氏。她的四姐是廣德公主是杨俊二哥隋炀帝的皇妃，六妹陳婤也是隋炀帝的贵人。